# Михасёв, Владимир Иванович
Владимир Иванович Михасёв (бел. Уладзімір Іванавіч Міхасёў; род. 1938, Минск) — политический деятель Белорусской Советской Социалистической Республики (БССР). С 1985 по 1990 год занимал должность председателя Минского горисполкома.

## Биография
Окончил Белорусский политехнический институт (современный БНТУ). Работал на Минском автомобильном заводе слесарем, инженером-испытателем. С 1968 года вступил в Коммунистическую партию. С 1975 по 1983 год был первым секретарём[уточнить] Первомайского райкома Коммунистической партии Белоруссии в Минске.
С декабря 1985 года по май 1990 года возглавлял Минский городской исполнительный комитет. С 1983 по 1988 год был председателем Минского городского Совета народных депутатов[прояснить].